# 北钓角

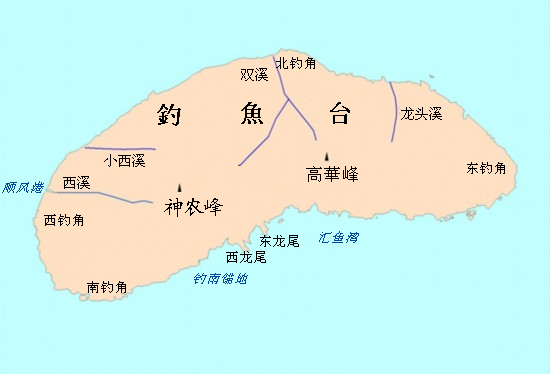
釣魚台島嶼地圖。

北钓角，日文稱北岬（Kita-saki），是位在釣魚台的一个海岬，位置在島上的北部偏东。北钓角南边正对釣魚台的第一高峰高华峰（奈良原岳），发源于高华峰的双溪（大溪）自南向北流入北钓角。北钓角的名稱由中國在2012年9月命名。日文名由黑岩恆在1900年命名。台灣未命名。